# Skiantologia Vol.1
Skiantologia Vol.1 è una compilation del gruppo rock demenziale italiano Skiantos, pubblicata nel 1996.

## Il disco
Il disco raccoglie 18 brani del gruppo. L'obiettivo è quello di pubblicare brani che altrimenti sarebbero irreperibili nella versione originale, dato che molti album del gruppo non vengono più stampati da anni (lacuna in parte colmata successivamente con le ristampe su CD uscite nel 2003).

## Tracce
1. Diventa demente
2. Ti voglio così
3. Sono nervoso
4. Tu sei bellissima
5. Ehi, ehi, ma che piedi che c'hai
6. C'è sempre una ragazza che mi piace
7. Picchiatello
8. Riformato
9. Inascoltable (Permanent Flebo)
10. Mi piaccion le sbarbine
11. Pesto duro
12. Non ti sopporto più
13. Kinotto
14. Le ragazze mi dicono di no
15. Gelati
16. Ti rullo di kartoni
17. Bau bau baby
18. Inascoltable (reprise) (Permanent Flebo Reprise)

## Formazione
- Roberto "Freak" Antoni - voce (solo di kazoo in Diventa demente)
- Fabio "Dandy Bestia" Testoni - chitarra elettrica e cori (voce in Ehi, ehi, ma che piedi che c'hai)
- Marco "Marmo" Nanni - basso e cori (voce in Kinotto)
- Roberto "Granito" Morsiani - batteria